# Regina Bartholomäus
Regina Bartholomäus (verheiratete Regina Ebert) (* 24. Dezember 1944) ist eine ehemalige deutsche Basketballspielerin.

## Leben
Bartholomäus spielte auf Vereinsebene für den SC Chemie Halle, mit dem sie unter anderem 1969 im Endspiel des Europapokals der Landesmeister stand, dort jedoch Riga unterlag. Mit der Nationalmannschaft der Deutschen Demokratischen Republik gewann sie 1966 in Rumänien die Bronzemedaille bei der Europameisterschaft und errang bei der Weltmeisterschaft 1967 in Prag den vierten Platz. Bei der EM 1972 war Bartholomäus im Turnierverlauf mit 10,1 Punkten je Begegnung zweitbeste Korbschützin der DDR-Damen. Insgesamt wurde sie 116 Mal in die Auswahl berufen.